# Mjesečeve mijene
Mjesečeve su mijene posljedica okretanja Mjeseca oko planeta Zemlje. Ovo kretanje se može pratiti svakim danom i pri tome se zamijetiti da Mjesec putuje od istoka ka zapadu i to u približno istom pojasu kao i Sunce i svakim danom se pojavljuje i nestaje sve kasnije. Ovo kretanje Mjeseca mijenja i međusobni odnos položaja Sunca, Zemlje i Mjeseca.

## Objašnjenje pojave
Kad se Mjesec na svojoj putanji nađe u blizini Sunca, više se ne može vidjeti i tada se naziva mladi Mjesec ili mlađak. Moguće ga je vidjeti idućih večeri po zalasku Sunca, kao neki tanki srp na nebu (broj 1 i broj 2 na ilustracijama).
U sljedećih sedam dana Mjesec postupno dolazi u položaj u kojem se u odnosu na Sunce vidi pod pravim kutom i tada je osvijetljena desna polovica, jer je tom stranom okrenut prema Suncu i to je tzv. prva četvrt (broj 3 na ilustracijama).
Poslije toga, njegova se osvijetljena strana povećava svakim danom dok se ne nađe na suprotnoj strani Sunca. Kad prođe 14,5 dana od mladog Mjeseca (broj 4 na ilustraciji 1) potpuno osvijetljena strana je okrenuta prema Zemlji i ta se pojava naziva puni Mjesec ili uštap (broj 5 na ilustracijama).
Zatim se osvijetljena strana postupno smanjuje i pri tome se Sunce nalazi s lijeve strane i kad se smanji na točno polovicu, to je zadnja faza koja se naziva zadnja četvrt (broj 6 i 7 na ilustracijama).
Mjesec se potom ponovno prividno približava Suncu, sve je manje njegove površine obasjano svjetlošću, gubi se u odsjaju Sunca (broj 8 na ilustracijama) te se nakon 29,5 dana ponovno vraća u položaj gdje započinje novi ciklus kao mladi Mjesec ili mlađak. Ovaj početak se često u književnosti naziva rađanje mjeseca.

## Značaj u religiji, filozofiji i astrologiji
Također, za pojavu mladog Mjeseca obično je vezan i islamski mjesec posta, Ramazan, deveti mjesec po islamskom kalendaru gdje se mlađak naziva hilal i kaže se da mjesec Ramazan počinje kad se vidi hilal. U mnogim životnim filozofijama, kao npr. u nekim indijskim itd. ili u nekim pseudoznanostima kao što je astrologija, utjecaj i promjena položaja Mjeseca se smatra vrlo važnim. Prva nedelja nakon mladog Mjeseca (mlađak) se zvala mlada nedjelja. U selu Klakar kod Slavonskog Broda misa se služila 1785. svake nedjelje, osim mlade nedelje, a u mjestu Bili Brig 1758., u crkvi Blažene Djevice Marije, misa se služila svake mlade nedjelje i na marijanske svetkovine.

## Praktična primjena
Osim toga, pomoću mjesečevih mijena može se približno odrediti i pravac sjevera. Mjesec u prvoj četvrti izlazi oko podne, a oko 18 sati je na jugu. Pun Mjesec ili uštap je uvijek nasuprot Suncu, izlazi na istoku odmah po zalasku Sunca, oko pola noći je na jugu a ujutro na zapadu. Zadnja četvrt pojavljuje se oko ponoći na istoku a oko 6 sati ujutro je na jugu.

## Vanjske poveznice
- astro.fdst.hr Osnovno o Mjesecu  Arhivirana inačica izvorne stranice od 19. kolovoza 2005. (Wayback Machine)